# Ne muoiono più di crepacuore
Ne muoiono più di crepacuore (in originale More Die of Heartbreak) è un romanzo di Saul Bellow, pubblicato nel 1987. Il tema generale si può dire che sia il contrasto tra l'adesione alle proprie radici e la disponibilità al cambiamento. Alfred Kazin ha paragonato il libro, pieno di intrighi famigliari, a Balzac. Fernanda Pivano lo ha definito un "romanzo di idee", più che di intreccio.

## Trama
Kenneth Trachtenberg, protagonista e narratore, è un intellettuale che torna nel Midwest americano dopo aver abbandonato Parigi, città in cui viveva e in cui portava avanti i suoi studi  in letteratura russa. È un uomo che si fa molte domande sul senso della vita e sul rapporto con gli altri, in relazione al sesso, che vede praticare con leggerezza dall'anziano zio da parte di madre, Benn Crader, famoso botanico e professore e da suo padre, gran seduttore, mentre ammette le proprie difficoltà con le donne. La madre vive in Africa. Lo zio, di nascosto dal nipote, sta forse per sposare Caroline. Kenneth va a Seattle per discutere con la sua ex-fidanzata Treckie il futuro della loro bambina di tre anni;qui capisce che lei vede ormai un altro, con il quale ha un rapporto complesso, fatto anche di violenza, e al ritorno ne discute con il padre. Successivamente Kenneth parte con lo zio, in fuga dalla fidanzata Caroline, alla volta di Kyoto, dove resta colpito dall'ordine e dalla precisione dei giapponesi. Al ritorno lo zio Benn inizia a frequentarsi con Matilda Layamon, che vuole anche lei sistemarsi con un uomo anziano, famoso e che sia in grado di calmare il suo lato selvaggio. Benn, temendo che Kenneth possa convincerlo a desistere, si affretta a sposarla. Il padre di Matilda ad un certo punto si intromette negli affari della famiglia Crader, sperando di risolvere diverse questioni in sospeso di Benn e della sorella (madre di Kenneth). Alla fine Benn riceve un'eredità importante, manda la moglie in luna di miele da sola e si rifugia a studiare le forme vegetali del Polo Nord. Anche Trickie pare che si sposerà e Kenneth si interroga sulla forza taumaturgica dell'amore e del sesso, e sull'affanno del costruirsi modelli di vita sentimentale cui stare dietro.

## Edizioni italiane
- Saul Bellow, Ne muoiono più di crepacuore, traduzione di Marco e Dida Paggi, Milano, Mondadori ("Omnibus"), 1987, ISBN 88-04-30547-9.
- Saul Bellow, Ne muoiono più di crepacuore, traduzione di Marco e Dida Paggi, introduzione di Franco Garnero, Milano, Mondadori ("Oscar narrativa" n. 1094), 1990, 2001, ISBN 88-04-34054-1.